# شنل سانتینی
شنل سانتینی (به انگلیسی: Chanel Santini) با نام تولد کامرون تیلور (به انگلیسی: Kameron Taylor)(زاده ۷ ژانویهٔ ۱۹۹۸) بازیگر پورنوگرافی آمریکایی است.
او یک زن ترنس است.